# Orchon, Selenga
Orchon (mongoliska: Орхон Сум, Orchon Sum) är ett distrikt i Mongoliet.   Det ligger i provinsen Selenga, i den centrala delen av landet, 170 km nordväst om huvudstaden Ulaanbaatar.